# Mundo Desportivo
Mundo Desportivo foi um jornal desportivo português.

## História
Fundado em 1945, pertencia à Empresa Nacional de Publicidade, era editado e impresso em Lisboa, e tinha delegações no Porto e em Coimbra. Deixou de se publicar em 1980, tendo saído apenas um número único a 13 de Julho de 1996.